# Zona econòmica especial
Una zona econòmica especial (en anglès Special Economic Zone, SEZ) és una zona franca. És a dir, una regió geogràfica que gaudeix d'exempcions fiscals i tributàries i a on en definitiva imperen lleis econòmiques i de tot tipus més favorables a l'empresa que les lleis nacionals típiques del país. Dins una zona econòmica especial determinades lleis d'abast nacional fins i tot poden ser suspeses.
La categoria SEZ cobreix, incloent-hi zones de lliure comerç (free trade zones, FTZ), zones de procés d'exportació (export processing zones, EPZ), zones lliures (free zones, FZ), parc industrials o estats industrials (industrial estates, IE), port lliures, zones econòmiques lliures (free economic zones, zona d'empreses urbanes (urban enterprise zones) i altres.
Normalment l'objectiu d'una estructura és incrementar la inversió directa estrangera (foreign direct investment) pels inversors estrangers, típicament un negoci internacional (international business) o una corporació multinacional (multinational corporation, MNC), el desenvolupament d'infrastructures i el creixement de l'ocupació laboral.